# Кочергин, Анатолий Александрович
Анатолий Александрович Кочергин — советский футболист, полузащитник клуба «Крылья Советов». Победитель Кубка мира по болотному футболу (2009).

## Биография
Воспитанник куйбышевского футбола, первым тренером был Николай Вакулич, затем Владимир и Юрий Замятины.
Первый матч за «Крылья Советов» провёл, в возрасте 17 лет и 9 месяцев, 2 ноября 1980 против симферопольской «Таврии» (счёт матча 1:2) выйдя на замену на 61 минуте вместо Сергея Сорокина.
28 июля 1981 года Анатолий Кочергин забил свой первый мяч в чемпионатах страны в матче «Торпедо» (Тольятти)—«Крылья Советов» (счёт 0:3).
Анатолий Кочергин заслуженный ветеран клуба «Крылья Советов».
Всего за «Крылья Советов» провёл 214 матчей, по другим данным 218 матчей.
По окончании карьеры неоднократно выступал за ветеранскую команду звёзд «Крылья Советов», являясь одним из самых популярных у болельщиков команды игроком.
В 2008 году в финальном поединке на Кубке мира по болотному футболу игроки самарской команды «Спутник» победили со счетом 1:0 команду «www.lomalyly» (Финляндия). Решающий мяч в игре, принесший команде «золото», забил Анатолий Кочергин.
3 мая 2017 года участвовал в презентация почтовых марок, посвящённых 75-летию клуба «Крыльев Советов».
В 2021 году являлся амбассадором букмекерской компании «Ставка».

## Достижения
Чемпионат РСФСР
- Чемпион: 1983
- Бронзовый призёр (2): 1984, 1986

Кубок мира по болотному футболу
- Чемпион (2): 2007, 2008

Вторая лига СССР по футболу
- Победитель (3): 1983, 1984, 1986

## Клубная статистика
| Выступление           | Выступление      | Выступление      | Лига СССР | Лига СССР | Кубок | Кубок | Итого | Итого |
| Клуб                  | Лига             | Сезон            | Игры      | Голы      | Игры  | Голы  | Игры  | Голы  |
| --------------------- | ---------------- | ---------------- | --------- | --------- | ----- | ----- | ----- | ----- |
| Крылья Советов        | первая           | 1980             | 3         | 0         | —     | —     | 3     | 0     |
| Крылья Советов        | вторая           | 1981             | 23        | 7         | 1     | 0     | 24    | 7     |
| Крылья Советов        | вторая           | 1982             | 32        | 2         | —     | —     | 32    | 2     |
| Крылья Советов        | вторая           | 1983             | 25        | 0         | 1     | 0     | 26    | 0     |
| Крылья Советов        | вторая           | 1984             | 34        | 5         | 2     | 0     | 36    | 5     |
| Крылья Советов        | первая           | 1985             | 23        | 0         | 1     | 1     | 24    | 1     |
| Крылья Советов        | вторая           | 1986             | 37        | 8         | 1     | 0     | 38    | 8     |
| Крылья Советов        | первая           | 1987             | 37        | 1         | 2     | 0     | 39    | 1     |
| Крылья Советов        | Итого            | Итого            | 214       | 23        | 8     | 1     | 222   | 24    |
| Сохибкор (Халкабад)   | вторая           | 1988             | 35        | 3         | —     | —     | 35    | 3     |
| Сохибкор (Халкабад)   | Итого            | Итого            | 35        | 3         | —     | —     | 35    | 3     |
| Балтика (Калининград) | вторая           | 1989             | 0         | 0         | —     | —     | 0     | 0     |
| Балтика (Калининград) | Итого            | Итого            | 0         | 0         | —     | —     | 0     | 0     |
| Всего за карьеру      | Всего за карьеру | Всего за карьеру | 249       | 26        | 8     | 1     | 257   | 27    |